# Crawl Back In
Crawl Back In è un singolo del gruppo musicale statunitense Dead by Sunrise, pubblicato il 25 settembre 2009 come primo estratto dal primo album in studio Out of Ashes.

## Video musicale
Il video, diretto da Paul R. Brown e diffuso per la prima volta sul profilo Myspace del gruppo l'8 settembre, mostra il gruppo eseguire il brano all'interno di una zona rocciosa di un deserto dove sono sepolte enormi statue rotte rappresentanti delle persone. Nel video si alternano le inquadrature sul cantante Chester Bennington e sugli altri componenti del gruppo.

## Tracce
Testi e musiche di Chester Bennington, Amir Derakh, Ryan Shuck e Anthony Valcic.
CD promozionale (Europa, Stati Uniti)
1. Crawl Back In – 3:03

CD (Europa), download digitale
1. Crawl Back In – 3:03
2. Crawl Back In (Live) – 3:12
3. My Suffering (Live) – 2:55

## Formazione
Hanno partecipato alle registrazioni, secondo le note di copertina di Out of Ashes:
Gruppo
- Chester Bennington – voce, chitarra, sintetizzatore
- Amir Derakh – chitarra solista e ritmica, sintetizzatore, programmazione, basso
- Ryan Shuck – chitarra, sintetizzatore
- Anthony "Fu" Valcic – programmazione, sintetizzatore
- Brandon Belsky – basso, sintetizzatore e programmazione aggiuntivi
- Elias Andra – batteria

Produzione
- Howard Benson – produzione
- Tom Whalley – produzione esecutiva
- Mike Plotnikoff – registrazione
- Chris Lord-Alge – missaggio
- Keith Armstrong – assistenza al missaggio
- Brad Townsend – assistenza all'ingegneria del suono
- Andrew Schubert – assistenza all'ingegneria del suono
- Hatsukazu Inagaki – assistenza tecnica
- Paul DeCarli – montaggio digitale
- Amir Derakh – pre-produzione, registrazione aggiuntiva
- Anthony "Fu" Valcic – pre-produzione, registrazione aggiuntiva
- Brandon Belksy – pre-produzione, registrazione aggiuntiva
- Graham Hope – assistenza all'ingegneria del suono ai Sunset Sound
- Morgan Stratton – assistenza all'ingegneria del suono ai Sunset Sound
- Chris Concepcion – assistenza tecnica
- Ted Jensen – mastering

## Classifiche
| Classifica (2009)                | Posizione massima |
| -------------------------------- | ----------------- |
| Canada (rock)                    | 27                |
| Germania                         | 66                |
| Regno Unito (rock & metal)       | 24                |
| Stati Uniti (alternative)        | 23                |
| Stati Uniti (mainstream rock)    | 11                |
| Stati Uniti (rock & alternative) | 22                |